# Campeonato Mundial de Atletismo em Pista Coberta de 2008 - Salto em altura feminino
A competição do salto em altura feminino do Campeonato Mundial de Atletismo em Pista Coberta de 2008, foi disputado no Palácio-Velódromo Luis Puig, em Valência.

## Medalhistas
| Ouro                | Prata                  | Bronze             |
| Blanka Vlašić (CRO) | Elena Slesarenko (RUS) | Vita Palamar (UKR) |

## Resultados

### Eliminatória
Qualificação: 1,96 m (Q) ou os 8 melhores qualificados (q). 
| Colocação | Atleta                | Nacionalidade  | Altura  | Notas | Provas | Provas | Provas | Provas | Provas | Provas |
| Colocação | Atleta                | Nacionalidade  | Altura  | Notas | 1.76   | 1.81   | 1.86   | 1.90   | 1.93   | 1.96   |
| --------- | --------------------- | -------------- | ------- | ----- | ------ | ------ | ------ | ------ | ------ | ------ |
| 1         | Ruth Beitia           | Espanha        | 1.96    | Q     | -      | O      | O      | O      | O      | O      |
| 1         | Marina Aitova         | Cazaquistão    | 1.96 PB | Q     | -      | O      | O      | O      | O      | O      |
| 3         | Blanka Vlašić         | Croácia        | 1.96    | Q     | -      | -      | O      | -      | XO     | O      |
| 3         | Elena Slesarenko      | Rússia         | 1.96    | Q     | -      | O      | O      | O      | XO     | O      |
| 3         | Ariane Friedrich      | Alemanha       | 1.96    | Q     | -      | O      | O      | O      | XO     | O      |
| 6         | Vita Palamar          | Ucrânia        | 1.96    | Q     | -      | -      | O      | O      | XO     | XXO    |
| 7         | Iva Straková          | Chéquia        | 1.93    | q     | XO     | XO     | XO     | XXO    | O      | XXX    |
| 8         | Amy Acuff             | Estados Unidos | 1.93    | q     | -      | O      | O      | O      | XO     | XXX    |
| 8         | Ekaterina Savchenko   | Rússia         | 1.93    | q     | -      | O      | O      | O      | XO     | XXX    |
| 10        | Antonietta Di Martino | Itália         | 1.93    |       | -      | XO     | O      | O      | XO     | XXX    |
| 11        | Xingjuan Zheng        | China          | 1.90    |       | O      | O      | XO     | O      | XXX    |        |
| 12        | Romary Rifka          | México         | 1.90 NR |       | O      | O      | XXO    | XO     | XXX    |        |
| 13        | Yekaterina Yevseyeva  | Cazaquistão    | 1.86    |       | -      | O      | O      | XXX    |        |        |
| 13        | Emma Green            | Suécia         | 1.86    |       | -      | -      | O      | XXX    |        |        |
| 15        | Nicole Forrester      | Canadá         | 1.86    |       | -      | O      | XO     | XXX    |        |        |
| 16        | Barbora Laláková      | Chéquia        | 1.81    |       | O      | O      | XXX    |        |        |        |
| 17        | Tatyana Efimenko      | Quirguistão    | 1.81    |       | -      | XO     | XXX    |        |        |        |
|           | Tia Hellebaut         | Bélgica        | DNS     |       |        |        |        |        |        |        |

### Final
| Colocação         | Atleta              | Nacionalidade  | Altura  | Provas | Provas | Provas | Provas | Provas | Provas | Provas | Provas | Provas | Provas |
| Colocação         | Atleta              | Nacionalidade  | Altura  | 1.84   | 1.88   | 1.91   | 1.93   | 1.95   | 1.97   | 1.99   | 2.01   | 2.03   | 2.09   |
| ----------------- | ------------------- | -------------- | ------- | ------ | ------ | ------ | ------ | ------ | ------ | ------ | ------ | ------ | ------ |
| Medalha de ouro   | Blanka Vlašić       | Croácia        | 2.03    | O      | -      | O      | -      | O      | -      | O      | O      | XO     | XXX    |
| Medalha de prata  | Elena Slesarenko    | Rússia         | 2.01    | O      | O      | O      | XO     | XO     | O      | O      | O      | XXX    |        |
| Medalha de bronze | Vita Palamar        | Ucrânia        | 2.01 NR | -      | O      | XXO    | O      | O      | O      | XXO    | XXO    | XXX    |        |
| 4                 | Ruth Beitia         | Espanha        | 1.99 SB | O      | O      | O      | O      | O      | O      | O      | XXX    |        |        |
| 5                 | Marina Aitova       | Cazaquistão    | 1.95    | O      | O      | O      | O      | XO     | XXX    |        |        |        |        |
| 6                 | Amy Acuff           | Estados Unidos | 1.95 SB | O      | -      | XO     | -      | XXO    | -      | X-     | XX     |        |        |
| 7                 | Ekaterina Savchenko | Rússia         | 1.93    | O      | O      | O      | O      | XXX    |        |        |        |        |        |
| 8                 | Iva Straková        | Chéquia        | 1.93    | O      | O      | XXO    | XO     | XXX    |        |        |        |        |        |
| 8                 | Ariane Friedrich    | Alemanha       | 1.93    | O      | O      | XXO    | XO     | XXX    |        |        |        |        |        |

Legenda
| Recorde mundial       | Recorde mundial (World record)               |                       | Recorde africano                      | Recorde africano (African) |                                           | Q | Classificado por posição (Qualified) |
| Recorde do campeonato | Recorde do campeonato (Championship record)  | Recorde da América    | Recorde da América (Americas)         | q                          | Classificado por melhor tempo (Qualified) |   |                                      |
| Melhor marca do ano   | Melhor marca do ano (World leading)          | Recorde asiático      | Recorde asiático (Asian)              | DNS                        | Não largou (Did not start)                |   |                                      |
| Recorde nacional      | Recorde nacional (National record)           | Recorde europeu       | Recorde europeu (European)            | DNF                        | Não terminou (Did not finish)             |   |                                      |
| Recorde pessoal       | Recorde pessoal do atleta (Personal best)    | Recorde da Oceania    | Recorde da Oceania (Oceania)          | DSQ / DQ                   | Desclassificado (Disqualified)            |   |                                      |
| Recorde da temporada  | Recorde da temporada do atleta (Season best) | Recorde sul-americano | Recorde sul-americano (South America) | NM                         | Sem marca (No mark)                       |   |                                      |